# Радощі земні
«Радощі земні» (рос. «Радости земные») — радянський шестисерійний телефільм 1988 року, знятий режисером Сергієм Колосовим на кіностудії «Мосфільм».

## Сюжет
Телефільм за однойменним романом Йосипа Герасимова про молодого солдата Василя Лемєхова, який повернувся після госпіталю і зустрів у Кишиневі молоду жінку Наташу. Жінка має сина Марка від колишнього чоловіка — Сергія. Молоді люди зближуються, але Сергій починає ревнувати, навіть хоче вбити Василя та викрадає сина. Наташа та Василь у пошуках сина приїжджають до Москви і зупиняються у брата Михайла, життя якого теж сповнене складнощів, моральних помилок та душевних мук. Зрештою, Сергій повертає Марка матері, а в молодій родині Наталії та Василя народжується дочка. Так починається розповідь про два покоління сім'ї Лемєхових протягом наступних сорока років. Через їхнє життя розкривається шлях, пройдений країною за сорок років з 1945 року. Головний герой фільму Василь Лемєхов, став одним із провідних фахівців у металургії, займається впровадженням у виробництво установки безперервного розливання сталі.

## У ролях
- Людмила Касаткіна — Наталя Лемєхова у зрілому віці
- Анатолій Кузнецов — Василь Лемєхов у зрілому віці
- Любомирас Лауцявічюс — Сергій Буркін у зрілому віці
- Анжеліка Неволіна — Наталія в молодості
- Антон Сіверс — Василь Лемєхов в молодості (озвучив Андрій Ташков)
- Рімас Моркунас — Сергій Буркін в молодості
- Леонід Філатов — Клим Бобрищов
- Ігор Волков — Марк Лемєхов, син Наталії Лемєхової від першого шлюбу
- Олена Попова — Ліза
- Ірина Метлицька — Алла Філімонова
- Олександр Кудінов — Михайло Лемєхов
- Ольга Шликова — Клавдія Лемєхова в молодості
- Ігор Горбачов — Трохим Захарович Околичний, директор заводу
- Леонід Кулагін — Михайло Лемєхов, брат Василя
- Любов Стриженова — Клавдія Лемехова у зрілому віці
- Маріка Белан — тітка Ліля
- Володимир Стеклов — Адуєв
- Ернст Романов — Семен Семенович Левін, професор
- Леонід Губанов — директор НДІ
- Олександр Марін — Костя
- Ірина Розанова — Таня
- Леонід Топчієв — директор НДІ
- Іван Лапиков — дід
- Олена Скороходова — Ада
- Олексій Колосов — Сєва, чоловік Ади
- Валерій Сторожик — Валерій Бітюков
- Жанна Балашова — Кудрявцева
- Людмила Конигіна — Оксана
- Армен Джигарханян — Захаров
- Володимир Андрєєв — ректор інституту
- Валерій Абрамов — Микола Смольков
- Леон Кукулян —Камаюнов
- Валентин Буров — секретар обкому партії
- Володимир Сєдов — директор заводу
- Андрій Майоров — майор Бітюгов
- Олег Щербінін — Василь, тракторист
- Іван Агафонов — кадровик «Мосгазу»
- Олег Абрамов — Говоров
- Павло Андрейченко — п'яниця
- Лариса Барабанова — продавець газировки (озвучила Наталія Гурзо)
- Євген Буренков — голова зборів
- Д. Блажин — епізод
- Марія Виноградова — мадам Тимош, сусідка
- Ніна Доні — сусідка
- Костянтин Желдін — Сергій Буркін, однофамілець
- Пауліна Завтоні — черниця на ринку
- Володимир Сулянікін — Сурков, інженер
- Любов Калюжна — сусідка
- Костянтин Константинов — сусід
- Міхай Курагеу — епізод
- Жан Кукурузак — епізод
- Л. Лупу — епізод
- Василь Петренко — Семен
- Федір Петрухін — начальник автоколони
- Георге Ротераш — залізничник
- Спіру Харет — епізод
- Світлана Тулгара — Настя
- Наталія Хорохоріна — Марія
- Іон Шкуря — Каушанський, продавець вина
- Іван Марусик — Марк
- Данило Зеленський — Марк
- Володимир Анісько — епізод
- Віталій Максимов — епізод
- Олександр Миронов — епізод
- Юрій Савельєв — епізод
- С. Степанов — епізод
- Олег Соколов — епізод
- Володимир Хрульов — епізод
- Лев Шабарін — епізод
- Юлия Борисова — епізод
- Ірина Коренєва — епізод
- Людмила Балахонова — епізод
- Петро Бєлишков — епізод
- І. Сітников — епізод
- Ніна Саруханова — епізод
- Ірина Бякова — епізод
- Галина Дьоміна — домробітниця
- Інна Кара-Моско — епізод
- Михайло Богдасаров — епізод
- Андрій Войновський — епізод
- Катерина Зінченко — епізод
- Дмитро Кознов — епізод
- Віктор Костромін — епізод
- Володимир Бурлаков — епізод
- Костянтин Захаров — епізод
- Микола Корноухов — епізод
- Г. Неменов — епізод
- Геннадій Пєчніков — епізод
- Георгій Рум'янцев —епізод
- Валерій Бєляков — епізод
- Сергій Волкош — епізод
- Віра Капустіна — епізод
- Олег Михайлов — епізод
- В'ячеслав Молоков — епізод
- Микола Парфьонов — епізод
- Микола Пузирьов — епізод
- Валентин Смирнитський — епізод
- Анатолій Стабіліні — епізод
- Геннадій Кринкін — епізод
- Петро Кононихін — епізод
- Юрій Заєв — епізод
- Георгій Рибаков — епізод
- Георгій Всеволодов — епізод
- Володимир Колчин — епізод
- Валентина Березуцька — двірник
- Данило Нетребін — епізод
- Андрій Порошин — епізод
- Василь Кравцов — старий
- Елліна Качанова — епізод
- Костянтин Карельських — епізод
- Яків Овчуков-Суворов — реставратор

## Знімальна група
- Режисер — Сергій Колосов
- Сценаристи — Йосип Герасимов, Олександр Горохов, Сергій Колосов
- Оператор — Дільшат Фатхулін
- Композитор — Юрій Саульський
- Художник — Михайло Карташов